# Lepista panaeolus
Lepista panaeolus är en svampart som först beskrevs av Elias Fries, och fick sitt nu gällande namn av Petter Adolf Karsten 1879. Lepista panaeolus ingår i släktet Lepista och familjen Tricholomataceae.   Inga underarter finns listade i Catalogue of Life.